# Odelsting
Das Odelsting (von Altnordisch ōðal ‚Odal(srecht)‘ und thing ‚Versammlung‘) war bis 1. Oktober 2009 ein aus 3⁄4 der Abgeordneten des norwegischen Stortings bestehendes Gremium. Ab 2009 sind die Institutionen Lagting und Odelsting durch Gesetz vom 20. Februar 2007 aufgehoben, und es besteht nur noch das Storting.
Das Odelsting wurde durch § 49 der Verfassung von Eidsvoll eingeführt. Es war eine von zwei Abteilungen des Storting. Die andere war das Lagting.
Die Mitglieder des Odelsting hatten neben den einzelnen Staatsräten der Regierung das Gesetzesinitiativrecht. Ein solcher Gesetzentwurf wurde zunächst dem Odelsting vorgelegt. Nach der Beratung im Odelsting wurde der Gesetzentwurf dem Lagting vorgelegt. Wurden sich diese beiden Gremien einig, dann wurde es nach Gegenzeichnung durch den König veröffentlicht und bekam Gesetzeskraft. Wurden sich die Gremien nicht einig, so kam der Entwurf in das Plenum des Stortings, wo eine 2⁄3-Mehrheit zur Annahme erforderlich war.
Dem Odelsting oblag es nach § 83 auch, durch Beschluss Staatsräte vor dem Reichsgericht anzuklagen.